# Лимфа
Лимфа (на латински: lympha – бистра вода) е прозрачна, леко жълтеникава телесна течност. Лимфата e част от интерстициалната течност, която постъпва в кръвта през лимфните капиляри. В нея се съдържа основно вода, но също така електролити, урея, белтъци и глюкоза. Образуваната в черния дроб лимфа е богата на белтъци. За разлика от това в кожата тяхното съдържание е с много по-ниска концентрация.
Лимфата се образува като в крайните лимфни съдове навлиза междуклетъчна течност. Капилярните лимфни съдове се събират във все по-големи. Най-големите от тях се вливат в големите вени близо до сърцето и така лимфата се присъединява към кръвта. Количеството лимфа, което се образува за едно денонощие, е около 2 – 3 литра. Лимфните съдове преминават през лимфни възли, които са кръгли малки телца с размери от лещено до грахово зърно и се намират по хода на лимфните съдове. Лимфните възли са разположени главно в областта на шията, под мишниците и в слабините. В тях се образуват лимфоцитите, поради което броят им в лимфата е сравнително висок.
Лимфата има защитна функция. Тя отмива от тъканите вредни вещества и токсини, образувани при метаболизма и проникнали в организма, причинители на инфекции.